# Корейский квартал (Лос-Анджелес)
Корейский квартал (англ. Koreatown, кор. 코리아타운, Koriataun) — район в центре Лос-Анджелеса, штат Калифорния, расположенный недалеко от Восьмой улицы и улицы Ироло.
Корейцы начали массово иммигрировать в 1960-х годах и нашли жилье в районе Мид-Уилшир. Многие открыли бизнес, когда нашли аренду и терпимость к растущему корейскому населению. Многие исторические здания в стиле арт-деко с терра-котта фасадами были сохранены, потому что здания оставались экономически жизнеспособными для новых предприятий.
Несмотря на название, вызывающее ассоциации с традиционным этническим анклавом, сообщество является сложным и оказывает влияние на районы за пределами традиционных границ. Хотя культура района исторически была ориентирована на корейских иммигрантов, корейские владельцы бизнеса создают более прочные связи с латиноамериканским сообществом в Корейском квартале. Этнический состав общины весьма разнообразен: половина жителей — латиноамериканцы, треть — азиаты. Две трети жителей родились за пределами Соединенных Штатов, что является высоким показателем по сравнению с остальной частью города.

## История

### 1900–1990-е
В 1882 году Соединенные Штаты и Корея заключили Американо-корейский договор 1882 года, который положил конец самоизоляции Кореи. Установление дипломатических отношений между Соединенными Штатами и Кореей открыло путь для корейской иммиграции на Гавайи в конце 1880-х годов. В начале 1900-х годов корейские иммигранты начали прибывать в Лос-Анджелес, где они создавали общины, основанные на этнических церквях. По мере того как число корейцев увеличивалось до сотен, их жилая и коммерческая деятельность распространялась на юго-западную часть делового района Лос-Анджелеса, что позволяло им находиться в нескольких минутах ходьбы от Маленького Токио и Китайского квартала.
К 1930-м годам в Лос-Анджелесе проживало около 650 корейцев. Они основали церкви, открывали рестораны и общественные организации, а также предприятия, которые в основном занимались распространением овощей и фруктов. В 1936 году Корейская национальная ассоциация, одна из крупнейших политических организаций корейских иммигрантов, перенесла свою центральную штаб-квартиру из Сан-Франциско в Лос-Анджелес, чтобы продолжать продвигать политическую, культурную, образовательную и религиозную деятельность. Однако, законы о расовых соглашениях и экономические ограничения ограничивали проживание корейцев районом, ограниченным бульваром Адамс на севере, Слосон-авеню на юге, Вестерн-авеню на западе и Вермонт-авеню на востоке. 1930-е годы также ознаменовались расцветом ассоциации этого района с Голливудом. В отеле «Амбассадор» проходили церемонии вручения премии «Оскар» в 1930, 1931, 1932 и 1934 годах. По мере роста индустрии развлечений в окрестностях Корейского квартала корейцы по-прежнему жили в районах с низким уровнем дохода из-за дискриминационной жилищной политики. После судебного процесса 1948 года по делу Шелли против Креймера, Верховный суд запретил жилищную политику, ограничивающую расовые интересы, и корейцы начали переезжать к северу от Олимпийского бульвара, чтобы основать новые дома и предприятия.
В конце 1960-х годов в окрестностях начался резкий экономический спад. Некогда гламурный район Мид-Уилшир заполнился вакантными коммерческими и офисными помещениями, которые привлекли более состоятельных южнокорейских иммигрантов. Они нашли недорогое жилье и открыли множество предприятий в Корейском квартале. Многие здания в стиле ар-деко с терракотовыми фасадами были сохранены, поскольку они оставались экономически жизнеспособными благодаря новой коммерческой деятельности, которая их занимала. Закон об иммиграции и гражданстве 1965 года снял ограничения на азиатскую миграцию и способствовал дальнейшему росту иммигрантского сообщества в Корейском квартале.
К концу 1970-х годов большинство предприятий на Олимпийском бульваре и 8-й улице принадлежали корейцам. Этот экономический бум привел к созданию корейских СМИ и общественных организаций, которые сыграли ключевую роль в развитии чувства общинной идентичности в этом районе. Этнический анклав смог зарекомендовать себя как основной центр корейской общины в Южной Калифорнии, и жители успешно лоббировали установку первого знака Корейского квартала в 1982 году.

### Лос-Анджелесский бунт 1992 года
Во время беспорядков между темнокожими и американцами корейского происхождения вспыхнула расовая вражда. Во многих районах, где проживало преимущественно черное население, корейцы владели большинством предприятий. Когда белые жители покинули этот район, корейцы выкупили у них их предприятия за небольшие деньги. Рэпер Ice Cube рассказал об этом, а также о подозрительном отношении азиатов к чернокожим жителям в своем альбоме Death Certificate 1991 года в песне «Black Korea».
16 марта 1991 года владелица корейского магазина Сун Джа Ду застрелила 15-летнюю чернокожую покупательницу Латашу Харлинс. Ду обвинила Харлинс в краже апельсинового сока и, увидев, что она поставила упаковку и повернулась, чтобы уйти, выстрелила ей в голову. Некоторые историки считают внесение залога Ду переломным моментом в напряженности.
Беспорядки в Лос-Анджелесе в 1992 году вызвали новую волну политической активности среди американцев корейского происхождения, но также разделили их на два лагеря. Либералы стремились объединиться с другими меньшинствами в Лос-Анджелесе для борьбы против расового угнетения и поиска козлов отпущения. Консерваторы придавали особое значение общественному порядку и в целом поддерживали экономическую и социальную политику Республиканской партии. Консерваторы также были склонны подчеркивать политические различия между корейцами и другими меньшинствами, особенно темнокожими и испаноязычными. Несмотря на этот раскол внутри сообщества американцев корейского происхождения, беспорядки 1992 года также вдохновили на дальнейшие усилия по созданию коалиций. Митинг за мир в Корейском квартале 1992 года стал рекордной демонстрацией, в которой приняли участие более 30.000 человек, представляющих интересы представителей разных поколений и межэтнической солидарности.
Продолжавшиеся неделю беспорядки и мародерство разрушили большую часть Корейского квартала. Ущерб составил 50 миллионов долларов, половина из которых пришлась на предприятия, принадлежащие корейцам. Во время беспорядков дороги между Корейским кварталом и более безопасными районами были перекрыты. Некоторые американцы корейского происхождения предположили, что они оказались в опасной ловушке. Один из местных жителей сказал: «Это было сдерживание. Полиция перекрыла движение на выезде из Корейского квартала, в то время как мы оказались в ловушке на другой стороне без посторонней помощи. Эти дороги – ворота в более богатый район. Это невозможно отрицать». Некоторые американцы корейского происхождения, пережившие беспорядки, говорили, что нынешняя социальная система несправедливо относится к представителям рас и этнических меньшинств.
18-летний американец корейского происхождения Эдвард Сон Ли и трое его друзей отправились защищать принадлежащую корейцам пиццерию вместе с другими владельцами магазинов и волонтерами, которые составили число так называемых «Корейцев на крышах». Ли был случайно застрелен корейскими лавочниками, которые приняли его и его друзей за мародеров. Хен Вон Кан сфотографировал тело Ли на улице.
Беспорядки 1992 года оказали значительное влияние на сообщество, усилив значимость общественных некоммерческих организаций, таких как Молодежный и общественный центр Корейского квартала (KYCC) и Альянс рабочих-иммигрантов Корейского квартала (KIWA). Эти организации выступали за возмещение ущерба и защиту американцев корейского происхождения, которые не получали достаточной поддержки от государственных органов из-за их низкого социального статуса и языкового барьера.

### 2000–наст. время
В конце 2008 года власти Лос-Анджелеса присвоили Корейскому кварталу статус особого графического района (наряду с Голливудом и районом Саут-Парк). Это определение позволяет устанавливать на фасадах зданий цифровые вывески и электронные рекламные щиты, которые не разрешены городским законодательством. Это позволило построить здания в стиле Таймс-сквер и района Сибуя. Графический квартал площадью 300 квадратных метров граничит с 6-й улицей и Олимпийским бульваром на севере и юге соответственно, а также с улицей Св. Эндрюс-плейс и Шатто-плейс расположены на западе и востоке соответственно.
Строительство здания Общественной школы имени Роберта Ф. Кеннеди, расположенные на месте бывшего отеля «Амбассадор», подчеркнули важность сочетания расширения ресурсов с развитием бизнеса и сохранением истории. Школы были построены с целью расширения возможностей получения образования для латиноамериканских учащихся с низкими доходами и корейцев, но стоимость строительства в 578 миллионов долларов сделала комплекс самой дорогой государственной школой в истории Соединенных Штатов. К 2020 году, Корейский квартал был «известен тем, что здесь располагалось одно из самых больших скоплений ночных клубов, круглосуточных предприятий и ресторанов в стране». Другие события, такие как открытие новых станций метро, торговых центров и стриптиз-моллов, сделали Корейский квартал популярным туристическим направлением, а также увеличили экономическое неравенство местных жителей. В 2020 году прошли акции протеста против и в поддержку строительства приюта для бездомных.
Поскольку в Корейском квартале большинство составляют латиноамериканцы, нет ничего необычного в том, что латиноамериканские сотрудники ресторанов и продуктовых магазинов разговаривают с покупателями по-корейски, а корейские владельцы магазинов общаются с латиноамериканскими покупателями по-испански. Примером культурного обмена между корейцами и латиноамериканцами в Корейском квартале является популярность тако-траков в корейском стиле в Лос-Анджелесе, где подают классические мексиканские блюда, приготовленные из корейских ингредиентов.

## География
Район расположен в 3 милях (5 км) к западу от центра города, в 4 милях (6 км) к юго-востоку от Голливуда, в 12 милях (19 км) к востоку от пляжа Санта-Моника и в 16 милях (26 км) к северо-востоку от международного аэропорта Лос-Анджелеса. Она, как правило, плоская, со средней высотой 200 футов (61 м).
Границы Корейского квартала размыты; самая знакомая улица – бульвар Уилшир, протянувшийся от Вермонта до Вестерн-авеню. Но этот район простирается на юг до Олимпийского бульвара и на север до бульвара Беверли, переходя в соседние Уэстлейк и Хэнкок-парк.

### Зарождение Корейского квартала
В начале 1900-х годов корейцы жили в центре Лос-Анджелеса, в районе Банкер-Хилл. Такая сегрегация в жилищном секторе была вызвана законами о расовых соглашениях, которые ограничивали их проживанием в районах со смешанным населением и низким уровнем дохода. К 1930-м годам корейцы начали переезжать на бульвар Джефферсон между Вестерн-авеню и Вермонт-авеню.
Следующий серьезный сдвиг начался в 1960-х годах. По мере увеличения численности афроамериканцев в южном Лос-Анджелесе белые американцы среднего класса начали покидать район Мид-Уилшир. Район к северу от Олимпийского бульвара превратился из преимущественно белого пригорода в место проживания азиатов. Этот район стал оплотом корейского сообщества, хотя разные источники устанавливают разные границы Корейского квартала.
В 1980 году район Корейского квартала был официально обозначен в Лос-Анджелесе.

### Границы города Лос-Анджелес
Власти Лос-Анджелеса установили официальные границы Корейского квартала: Вермонт-авеню на востоке, Вестерн-авеню на западе, Третья улица на севере и Олимпийский бульвар на юге. Деловой коридор, протянувшийся примерно на 3/4 мили вдоль Западной авеню до Роузвуд-авеню, также является частью Корейского квартала.
В 2010 году власти Лос-Анджелеса рассмотрели вопрос о расширении Корейского квартала дальше на запад, включив в него Уилшир-парк и Парк-Майл. Запрос был отклонен, и комитет повторил, что западная граница Корейского квартала проходит по Западной авеню.
Региональный коммерческий центр Корейского квартала проходит вдоль Олимпийского бульвара и «в целом ограничен Восьмой улицей на севере, Двенадцатой улицей на юге, Западной авеню на западе и продолжается на восток до Вермонт-авеню», согласно плану городского округа Уилшир города Лос-Анджелес.

### Google Maps
Google Maps обозначены следующие границы Корейского квартала: Вермонт-авеню на востоке, Вестерн-авеню на западе, Третья улица на севере и Олимпийский бульвар на юге.

### Mapping L.A.
Согласно проекту Mapping L.A. Лос-анджелесской газеты Los Angeles Times, Корейский квартал имеет следующие границы: Бульвар Беверли на севере, Вирджил-авеню, Уилшир-плейс и Уэстморленд-авеню на востоке, Олимпийский бульвар на юге и бульвар Креншоу и Уилтон-плейс на западе. Район граничит с Восточным Голливудом на севере, Уэстлейком на востоке, Пико-Юнионом, Гарвард-Хайтс и Арлингтон-Хайтс на юге, Мид-Уилшир и Виндзор-сквер на западе и Ларчмонтом на северо-западе.
Эта версия Корейского квартала включает в себя районы Уилшир-центр, Уилшир-парк и часть Парк-Майл.

## Демография
Корейский квартал – один из самых густонаселенных районов в Соединенных Штатах.
По данным переписи населения США 2000 года, в округе площадью 2,7 квадратных мили проживало 115 070 человек – в среднем 42 611 человек на квадратную милю, что является самой высокой плотностью населения в округе Лос-Анджелес. По оценкам, в 2008 году численность населения города увеличилась до 124 281 человека. Средний возраст жителей составил 30 лет, что является средним показателем как для города, так и для округа Лос-Анджелес.
Корейский квартал считается «очень разнообразным» в этническом отношении. В разбивке по группам латиноамериканцы составляют 53,5%, азиаты – 32,2%, белые – 7,4%, афроамериканцы – 4,8% и другие - 2%. Корея (28,6%) и Мексика (23,9%) были наиболее распространенными местами рождения для 68% жителей, родившихся за границей, что считается высоким показателем по сравнению с городом в целом.
Средний годовой доход домохозяйства в долларах США в 2008 году составлял 30.558 долларов, что является низким показателем для Лос-Анджелеса, а процент домохозяйств, зарабатывающих менее 20.000 долларов, был высоким. Средний размер домохозяйства в 2,7 человека был примерно таким же, как и в остальной части города. 93% жилья занимали арендаторы, а остальные - владельцы домов или квартир.
Процент никогда не состоявших в браке мужчин и женщин, соответственно, составлял 44,6% и 36,2%, что было одним из самых высоких показателей в округе. В 2000 году в Лос-Анджелесе насчитывалось 2833 ветерана войны, или 3,3%, что является низким показателем для Лос-Анджелеса.

### Численность бездомных
В 2022 году в Корейском квартале насчитывалось 435 бездомных.

## Экономика
На Олимпийском бульваре есть кварталы с вывесками на корейском языке и новыми торговыми центрами с крышами из голубой черепицы. Этот первоначальный корейский деловой район распространился на территорию, ограниченную Олимпийским бульваром, Вермонт-авеню, 8-й улицей и Вестерн-авеню. Корейский деловой район также простирается на север и юг вдоль Вестерна и Вермонта на три мили, а на восток и запад – вдоль Олимпика на две мили. Южнокорейские инвестиции вносят значительный вклад в экономику района с 1960-х годов. С начала 2000-х годов эти инвестиции значительно возросли, достигнув, по оценкам, 1 миллиарда долларов в виде инвестиций в новое строительство. Jamison Services, Inc – крупнейший арендодатель Корейского квартала и самый успешный застройщик жилья. В этом районе также кипит бурная ночная жизнь с множеством оживленных ресторанов и клубов, особенно корейских ресторанов, где готовят барбекю, и караоке-баров.
Офис продаж Asiana Airlines находится в Корейском квартале. Штаб-квартира Korean Air по пассажирским перевозкам в США расположена в непосредственной близости от Корейского квартала в районе Уэстлейк. Grupo TACA управляет центром TACA в Лос-Анджелесе, расположенным в Suite 100P at 3600 на бульваре Уилшир, 3600.
Генеральное консульство Южной Кореи в Лос-Анджелесе находится по адресу: бульвар Уилшир, 3243. Генеральное консульство Китайской Народной Республики в Лос-Анджелесе находится по адресу Шатто-плейс, 443, а паспортно-визовый отдел – на третьем этаже по адресу Шатто-плейс, 500. Генеральное консульство Сальвадора находится по адресу: бульвар Уилшир, 3450. Номер 250, а Генеральное консульство Гватемалы - по адресу: бульвар Уилшир, 3540. Номер 100. Генеральные консульства Гондураса и Никарагуа находятся по адресу: бульвар Уилшир, 3550. Генеральное консульство Боливии находится по адресу: бульвар Уилшир, 3701, номер 1056. Генеральное консульство Индонезии находится по адресу: бульвар Уилшир, 3457, а Генеральное консульство Филиппин, которое находится в Корейском квартале с 1967 года, в настоящее время находится по соседству, на пятом этаже здания Эквитабл-лайф-билдинг по адресу: бульвар Уилшир, 3435.

## Правительство
Городской совет Уилшир-центр – районный совет Корейского квартала назначен городом Лос-Анджелес для представления интересов жителей этого района перед городом. Территория, представленная советом, включает Корейский квартал и Уилшир-центр, а также части Макартур-парка, Хэнкок-парка и Мид-Уилшира.

### Представители
Корейский квартал находится в 10-м округе городского совета Лос-Анджелеса. С 2023 года его представляет в городском совете Хизер Хатт. Этот район представляет Холли Митчелл, инспектор округа 2 для округа Лос-Анджелес. Мигель Сантьяго является членом Ассамблеи штата Калифорния от 53-го округа, в который входит Корейский квартал. Джимми Гомес из 34-го округа Калифорнии по выборам в Конгресс представляет этот район в Палате представителей Соединенных Штатов.

### Пожарная служба
Корейский квартал обслуживают четыре пожарные части Пожарного департамента Лос-Анджелеса:
- Станция 29, обслуживающая Юго-Западный Корейский квартал на бульваре Уилшир. и Уилтон-авеню.
- Станция 13, обслуживающая Юго-Восточный Корейский квартал на бульваре Пико. и Уэстморленд-авеню.
- Станция 52, обслуживающая Северо-Западный Корейский квартал на пересечении Мелроуз-авеню и Вестерн-авеню.
- Станция 6, обслуживающая Северо-Восточный Корейский квартал на пересечении Темпл-стрит и Вирджил-авеню.

### Полицейская служба
Полицейский департамент Лос-Анджелеса обеспечивает полицейскую службу в городе Лос-Анджелесе, разделенном на 21 местное подразделение. Корейский квартал обслуживается подразделением «Олимпик». Строительство новой станции завершено и она открыта для обслуживания 4 января 2009 года.

## Образование
21,4% жителей Корейского квартала в возрасте от 25 лет и старше имеют четырехлетнее высшее образование, что является средним показателем как для города, так и для округа. Процент жителей, имеющих менее чем аттестат о среднем образовании, был высоким для округа.
Школы в пределах Корейского квартала:
- Central City Value, LAUSD charter high school, 221 North Westmoreland Avenue
- Ambassador School of Global Leadership, LAUSD K-12, 701 South Catalina Street
- New Open World Academy, LAUSD K-12, 3201 West Eighth Street
- UCLA Community School, LAUSD K-12, 701 South Catalina Street[58]
- Virgil Middle School, LAUSD, 152 North Vermont Avenue
- Young Oak Kim Academy, LAUSD, 615 S. Shatto Place
- Cahuenga Elementary School, LAUSD, 220 South Hobart Boulevard
- Saint Brendan School, private elementary, 238 South Manhattan Place
- New Horizon School/Los Angeles, private elementary, 434 South Vermont Avenue
- Saint James' Episcopal Day School, private elementary, 625 South Saint Andrews Place
- Camino Nuevo Charter Academy, LAUSD charter, 697 South Burlington Avenue
- Saint Gregory Nazianzen, private elementary, 911 South Norton Avenue
- Wilton Place Elementary School, LAUSD, 745 South Wilton Place
- Hobart Boulevard Elementary School, LAUSD, 980 South Hobart Boulevard
- Mariposa-Nabi Primary Center, LAUSD, 987 South Mariposa Avenue
- Pilgrim School, private preK-12, 540 South Commonwealth Avenue
- Larchmont Charter School - Layfayette Park Campus, 8-12, 2801 W 6th Street
- Berendo Middle school - 1157 S Berendo St, Los Angeles, CA 90006
- Los Angeles Senior High - 4650 W Olympic Blvd, Los Angeles, CA 90019

### Другое образование
Корейский образовательный центр, связанный с правительством Южной Кореи, находится по адресу Уилшир Плейс, 680.
Юго-Западная юридическая школа предлагает программы для получения степени и без нее в здании Уэстморленд и бывшем здании Баллокс Уилшир на бульваре Уилшир, 3050.

### Публичные библиотеки
Библиотека-филиал Корейского квартала «Пио Пико» (피오 피코 코리아타운 도서관), часть публичной библиотеки Лос-Анджелеса обслуживает этот район.

### Фестивали
Ежегодные фестивали включают в себя Корейский фестиваль и парад на Олимпийском бульваре, а также шествие к Сеульскому парку мира. Центр делового развития Уилшира (WCBID) ежегодно 22 апреля проводит фестиваль «День Земли» / «День без автомобилей» в Уилшире. Ночной рынок KTOWN проводит ежегодный фестиваль в сообществе Роберта Ф. Кеннеди.

### Общественные организации
- Популярная молодежная ассоциация Андерсона-Мангера на углу 3-й улицы и Оксфорда предлагает занятия плаванием, физические упражнения, программы для детей и подростков, а также социальные услуги.
- Альянс трудящихся-иммигрантов Корейского квартала (KIWA) организует в сообществе мероприятия, направленные на социальные перемены.

## Транспорт
Управление городского транспорта округа Лос-Анджелес (также именуемый Metro) управляет двумя линиями метро в Корейском квартале или рядом с ним – красной линией под Вермонт-авеню и фиолетовой линией под бульваром Уилшир. Район обслуживается в основном станцией фиолетовой линии Уилшир/Нормандия, но есть еще две станции - Уилшир/Вермонт и Уилшир/Вестерн.
В дополнение к двум линиям метро, Metro обслуживает многочисленные линии автобусов скоростной автобусной системы и местных автобусов в округе. Многие автобусные линии MTA в Корейском квартале курсируют круглосуточно.
Департамент транспорта Лос-Анджелеса (LADOT) обслуживает три межрайонных маршрута DASH, одну пригородную экспресс-линию и Cityride. Корейский квартал обслуживается линиями DASH Hollywood/Wilshire и Dash Koreatown. Линии DASH предназначены для местных поездок по соседним районам; их маршруты короче, чем линии MTA. Услуга DASH заканчивается в 7 часов вечера по будням, и только в корейском районе Dash работает по выходным в 18:00. Стоимость проезда в DASH составляет 50 центов. Пригородная экспресс-линия 534 Century City курсирует по будням, в то время как Cityride предлагает услугу «от двери до двери» для пожилых людей и инвалидов.